# Gbomblora
Gbomblora è un dipartimento del Burkina Faso classificato come comune, situato nella provincia di Poni, facente parte della Regione del Sud-Ovest.
Il dipartimento si compone del capoluogo e di altri 76 villaggi: Bahouan, Baniè, Bontara, Borohir, Boudéo, Boukantié, Boumiè, Dagnoro, Dakoutéon, Dalampouo, Dalampour, Damanadiao, Dombière, Dikpéré, Djèpèra, Djinko, Dolonyoura, Domser, Doudou, Doudou-Birifor, Doumoukéra, Dounkomina, Doyèra, Gamala, Gbokora, Gbomblora-Kpèna, Gbonkoro, Gboulougnora, Gongombiro, Goran, Goribiréra, Hipiel, Houiéo, Houlbèra, Iridiaka, Kalséo, Kampène, Kelgbora, Kohinora-Sansana, Kollé, Korgho, Koukiè, Kouradatéon, Koussin, Kpoko, Lobio, Lombilé, Mébar–Birifor, Mébar–Dagara, Nièssè, Ouardaradou, Oukouéra, Pélinka, Pélinka–Youmboura, Ponalatéon, Sanwara, Sanwara–Tinkiro, Séwèra, Sillaba, Sonsira, Sorkoun, Soukoutéon, Sourapèra, Tampour, Tantouo, Tiogbalandi, Tiomolo, Tobo-Tankori, Tobo-Wélétéon, Tokpora, Tolkaboua, Tonkarlamine, Vourbira, Wirko, Wolo-Wola e Zimoulékpoul.